# كينت (نيويورك)
كينت (بالإنجليزية: Kent, New York)‏ هي مستوطنة تقع في الولايات المتحدة في مقاطعة بوتنام، نيويورك. يقدر عدد سكانها بـ 13,507 نسمة ومساحتها 111.8 كم2 وترتفع عن سطح البحر 186 متر.

## أعلام
- إدوين مورتيمر هوبكينز